# Герб Павлограда
Герб Павлограда (укр. Герб Павлограда) — один из официальных символов города Павлоград Днепропетровской области Украины.

## Описание
Щит разделён серебристой перевязью слева на два поля. Верхнее поле  –  золотое, на котором изображены две синие перекрещенные стрелы остриями вверх, над которыми находится семиконечная красная звезда. И нижнее поле – зелёное, на котором изображён конь. В нижней части герба обозначена дата основания города «1784».
Щит наложен на декоративный картуш, увенчанный серебряной мурованной городской короной. Под картушем перекрещены кирка и молот, обвитые зелёной лентой с золотой каймой и серебристой надписью «Павлоград».
Щит с изображёнными на нём фигурами, башенной короной, киркой, молотом, и зелёной лентой составляют герб города.
Герб города может располагаться на архитектурных строениях и использоваться в праздничных оформлениях, при изготовлении печатной и рекламно-сувенирной продукции, изображаться на бланках официальных документов органов городского правительства, предприятий, учреждений и организаций (соответственно перечню, утверждённому решением исполнительного комитета городского совета).

## История

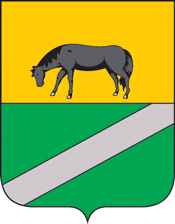
Герб 1811 года

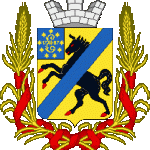
Проект Б.Кёне

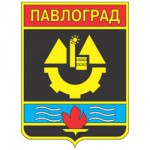
Советский герб

### Герб периода Российской империи
Первый  герб Павлограда был утверждён 29 июля 1811 года императором Александром I. По своей композиции он напоминал созданный в то же время герб уездного города Верхнеднепровска. Герб передавал особенности географического расположения города и его хозяйства.
Герб был  поделён пополам по горизонтали на верхнее – золотое и нижнее – зелёное поля. В верхнем  поле был изображён пасущийся конь, а нижнее поле было наискось пересечено серебристой линией.
Золотой цвет символизировал природные богатства местности, зелёный – достаток в его хозяйстве, серебристая линия указывала на большое количество конезаводов, лугов и вод в регионе.

### Проект Бориса Кёне
В 1862 году Борисом Кёне был разработан новый проект герба города, который так и не был утверждён.
Этот вариант герба представлял собой золотистый щит, перетянутый по диагонали лазоревой перевязкой, на котором находится изображение чёрного коня с красными глазами, копытами и языком, ставшего на дыбы. В свободной части герба располагался герб Екатеринославской губернии. Так же предусматривалось, что щит будет обрамлен колосьями, перевязанными Александровской лентой, и увенчан серебряной городской короной с тремя башнями.

### Советский герб
Проект  герба был утверждён 26 сентября 1979 года решением Павлоградского городского Совета депутатов. Его автором был местный художник В.Жегур.
Герб представлял собой красно-чёрный щит. В верхнем красном поле находилась надпись «Павлоград». В середине чёрного поля находилось стилизованное изображение шахт (символизирующих угольную промышленность) и шестерёнки (машиностроение) светло-жёлтого цвета.
Голубая полоса снизу и волнистые линии означали реки, протекающие через город: Самара, Волчья и Гнездка.  Посередине полосы находилось изображение вечного огня – символа революционных, боевых и трудовых традиций города.